# Denisa Rosolová
Denisa Rosolová (República Checa, 21 de agosto de 1986), también llamada Denisa Ščerbová, es una atleta checa especializada en la prueba de Relevo 4 x 400 metros, en la que consiguió ser medallista de bronce mundial en pista cubierta en 2010.

## Carrera deportiva
En el Campeonato Europeo de Atletismo en Pista Cubierta de 2007 ganó la medalla de bronce en el salto de longitud, con un salto de 6.64 metros que fue récord nacional checo, tras la portuguesa Naide Gomes (oro con 6.89 metros) y la española Concepción Montaner (plata con 6.69 metros).
Tres años después, en el Campeonato Mundial de Atletismo en Pista Cubierta de 2010 ganó la medalla de bronce en los relevos de 4 x 400 metros, llegando a meta en un tiempo de 3:30.05 segundos, tras Estados Unidos y Rusia (plata).